# Storälgen
Storälgen, eller Stoorn, är ett turistprojekt under projektering som inleddes 2007 men avstannade 2010, i form av en jätteälg på berget Vithatten söder om Glommersträsk och sydväst om Missenträsk, på gränsen mellan Arvidsjaurs kommun och Skellefteå kommun. Älgen planeras att bli 45 meter hög, 47 meter lång och 12 meter bred. Tre våningsplan på sammanlagt 1 000 kvadratmeter kommer inrymma restaurang och konsertsal för 350 personer vardera, ett konferensplan samt museum och utställningsyta. Konstruktionen planeras att byggas i limträ, med betongfundament och benens stomme i stål.

## Miljötillstånd och bygglov
Den 26 november 2007 gav Länsstyrelsen i Västerbottens län miljötillstånd med Bland annat en miljökonsekvensbeskrivning (MKB) som underlag. Bygglov beviljades 2008 och byggnationen påbörjades i juni 2010 genom att en betongplatta på någon kvadratmeter göts dagen innan bygglovet skulle förfalla. Bygglovet har förnyats både 2013 och 2018 efter ansökan av Thorbjörn Holmlund som är initiativtagaren.

## Finansiering
För att stiftelsen skulle starta bygget sattes 60 miljoner kronor som gräns 2008, vilket man sades vara nära att nå. Driftbolaget Storälgen AB hade uppnått kravet på 3,5 miljoner kronor i aktiekapital. Med pengar från Länsstyrelsen fanns löften på sammanlagt 78 miljoner kronor. Byggprojektet har sedan 2010 avstannat, på grund av att flera stora intressenter, bland annat LKAB, dragit sig ur. Samtidigt har kostnaden ökat från 60 till 100 miljoner kronor.

## Konstruktion
En bit av limträkonstruktionen som älgen ska byggas i, placerades på berget hösten 2011 för att testas under vinterförhållanden. För att ytskiktet ska få rätt utseende och tåla klimatvariationerna har värmebehandling av träet föreslagits.